# Keetia bridsoniae
Keetia bridsoniae är en måreväxtart som beskrevs av Jongkind. Keetia bridsoniae ingår i släktet Keetia och familjen måreväxter. Inga underarter finns listade i Catalogue of Life.